# 이와이시
이와이시(일본어: 岩井市)는 일본 이바라키현에 있던 도시이다. 
2005년 3월 22일에 사시마군 사시마정과 함께 반도시로서 신설 합병해, 자치체로서의 이와이시는 폐지되었다. 옛 이와이시의 구역은 현재의 반도시의 남쪽이다.

## 역사
- 1889년 4월 1일: 정촌제 시행으로 사시마군 이와이촌을 포함한 8개 촌이 성립하였다.
- 1900년 7월 4일: 이와이촌이 정으로 승격해 이와이정이 되었다.
- 1955년 3월 1일: 이와이정을 포함한 1정 7촌이 합병해 이와이정이 성립하였다.
- 1972년 4월 1일: 이와이정이 시로 승격해 이와이시가 되었다.
- 2005년 3월 22일: 사시마정과 합병, 반도시가 되었다.

## 행정

### 역대 시장
| 대 | 성명                      | 취임            | 퇴임            | 비고           |
| -- | ------------------------- | --------------- | --------------- | -------------- |
| 1  | 토미야마 미쓰오 冨山光男  | 1972년 4월 1일  | 1974년 3월 15일 | 구 이와이 정장 |
| 2  | 소메야 테루오 染谷照雄    | 1974년 4월 28일 | 1978년 4월 27일 |                |
| 3  | 요시하라 에이이 吉原英一  | 1978년 4월 28일 | 1994년 4월 27일 |                |
| 4  | 이시즈카 진타로石塚仁太郎 | 1994년 4월 28일 | 2005년 3월 21일 | 폐지           |